# Штанько Руслан Олександрович
Русла́н Олекса́ндрович Штанько́ — молодший сержант Збройних сил України.
Брав участь у боях у складі батальйону «Донбас».

## Нагороди
За особисту мужність і героїзм, виявлені у захисті державного суверенітету та територіальної цілісності України, вірність військовій присязі під час російсько-української війни
- нагороджений орденом «За мужність» III ступеня (25.3.2015).